# 阆内县
阆内县，中国隋朝古县名。
开皇元年（581年）隋文帝为父亲杨忠避讳改阆中县置阆内县，治所在今四川省阆中市，为隆州治。隋炀帝大业三年（607年）阆内县为巴西郡治。唐高祖武德元年（618年）复改阆内县为阆中县。